# わんぱく王子の大蛇退治
『わんぱく王子の大蛇退治』（わんぱくおうじのおろちたいじ）は、1963年に公開された東映動画（現：東映アニメーション）製作のアニメーション映画。86分、カラーワイド版。
1963年3月24日に首都圏のみで『日本一物語』（監督：今泉善珠／主演：星紀一）の同時上映作として公開された後、同年7月15日に『伊賀の影丸』（原作：横山光輝／監督：小野登／主演：松方弘樹）の同時上映作として全国で公開された。
キャッチコピーは「八頭の大蛇と空中戦! がんばれ! わんぱく坊やと動物隊!!」。
文部省（現：文部科学省）選定作品。

## 概要
東映動画の長編アニメ第6作。日本神話の天岩戸説話や素盞嗚尊の八岐大蛇退治に題材を採り、子供向けの明快なファンタジー映画としてつくられた。仮題は「日本神話 虹のかけ橋」。
製作費7,000万円、スタッフ180人、作画枚数25万枚、絵具1トンを使用。これまで東映長編の監督を担当してきた藪下泰司に代わって、新東宝出身の若手芹川有吾が監督に初登板。従来、東映動画内では演出家はコーディネーター的立場だったが、アニメーター出身ではなく実写映画の助監督だった芹川は東映動画に本格的な演出を持ち込み、監督という職制を確立。さらに本作では、作画の絵柄統一を図る日本独特の作画監督制度が初めて採用された。その他にも美術監督の小山礼司の提案による平面的でグラフィカルなデザインなど、様々な新機軸が採用された意欲作であり、東映動画と日本のアニメ映画史に残る作品という評価が下されている。
『白蛇伝』『安寿と厨子王丸』など、当時の東映動画でよく使われていたライブアクションも、天岩戸のエピソードのアメノウズメの岩戸神楽や、クシナダ姫のアクションシーンで、作画の参考に撮影されている。
大塚康生と月岡貞夫が半年かけて作画した、天早駒（アメノハヤコマ）にまたがるスサノオと八叉の大蛇の空中戦は300カット・動画1万枚を超えており、日本アニメーション史上に残る名場面として高く評価する評論家もいる。
日本国外ではコロンビア ピクチャーズによって配給され、アメリカでは1964年に『The Little Prince and The Eight-Headed Dragon』の題名で公開された。
エッセイストの木俣冬は、草創期の日本のアニメーション界を描いた2019年度前期放送のNHK連続テレビ小説『なつぞら』の劇中アニメ「わんぱく牛若丸」のモデルの一つと推定している 。

## ストーリー
王子スサノオは両親イザナギとイザナミのもと、オノゴロ島で楽しく暮らしていた。トラのタロウですら打ち負かしてしまう元気な少年である。ところがある日、母イザナミが亡くなってしまう。幼さゆえに母の死の意味を理解できず、泣き疲れて浜辺で寝てしまったスサノオの幻想の中に母イザナミが現れ、勾玉を与えてスサノオを励ます。スサノオは母が去った黄泉の国（イザナミは「母の国、幸せの国」と言う）に母を訪ねていくことを決意。舟を作り、ウサギのアカハナを供に船出する。
大海原で暴れる怪魚アクルを退治して海の神ワダツミに感謝され、兄ツクヨミが治める夜の国（ヨルノオスクニ）へと案内される。ツクヨミに黄泉の国への道を尋ねるが教えてもらえず、火の国を訪ねる。火の国は、火の神が暴れる荒廃した土地だった。スサノオは火の神と戦うも苦戦。だが、兄ツクヨミが餞別にアカハナに渡していた「氷の玉」の助けを借りて、火の神を打ち負かす。移住できる豊かな土地を探したいと望む火の国の住民の代表・タイタン坊を供に加え、スサノオは姉アマテラスが治める高天原に行く。
姉の勧めによりスサノオは高天原で働き始めたものの、いくつもの失敗が重なり、アマテラスは岩戸に隠れてしまう。日の神アマテラスが隠れてしまい、世界が真っ暗になってしまったため、オモイカネを始めとする高天原の住人たちは一計を案じ、アマテラスを岩戸から連れ出すのに成功する。一連の騒動の責任を感じたスサノオの反省の様子を見て、姉アマテラスはスサノオを励まし、出雲の国に送り出す。
出雲の国は、荒廃し、悲しみに満ちた土地だった。母イザナミの面影を思わせる少女・クシナダ姫が怪物・八叉の大蛇（ヤマタノオロチ）の生贄にされてしまうのだという。クシナダ姫と両親の嘆きを見たスサノオはヤマタノオロチを退治することを申し出る。
ヤマタノオロチはその名のとおり、八つの頭を持つ凄まじい怪物だった。スサノオは天馬・天早駒（アメノハヤコマ）の力と、アカハナとタイタン坊らの助力も借りて果敢に立ち向かうが、ヤマタノオロチの最後の頭を前に剣を折られて追い詰められる。その時、母イザナミから贈られた勾玉のお守りが剣に変じ、スサノオはその剣でヤマタノオロチにとどめを刺す。死闘を終え、気を失って倒れているのをクシナダ姫たちに発見されたスサノオは、誇らしげに勝利を告げる。そして、彼らの目の前でヤマタノオロチの亡骸は緑の山々や水の流れに変わっていった。やがて、遥か彼方の青空に虹がかかり、母イザナミの幻がスサノオたちを祝福した。「この土地こそが母なる幸せの国だ」と。スサノオは、もうどこにも行かないと皆に告げ、この土地で人々と生きる決心をする。その時達スサノオ達を祝福するかのように空に美しい虹がかかるのだった。

## 声の出演
- スサノオ：住田知仁（現・風間杜夫）
- クシナダ姫：岡田由記子（岡田由紀子）
- アカハナ（ウサギ）：久里千春
- タロウ（トラ）：木下秀雄
- イザナギ：篠田節夫
- イザナミ：友部光子
- ワダツミ：山内雅人
- ツクヨミ：木下秀雄
- 戦いの大臣：風祭修一
- アマテラス：新道乃里子
- タイタン坊：川久保潔
- 火の神：巌金四郎
- オモイカネ：八木光生
- クシナダ姫の父：山内雅人
- ネズミ：古賀浩二

## スタッフ
- 製作：大川博
- 企画：吉田信、高橋勇、飯島敬
- 脚本：池田一朗、飯島敬
- 音楽：伊福部昭
- 動画監修：山本早苗
- 原画監督：森康二
- 原画：古沢日出夫、熊川正雄、大塚康生、楠部大吉郎、永沢詢、奥山玲子、喜多眞佐武、勝井千賀雄
- 動画：月岡貞夫、小田部羊一、竹内留吉、彦根範夫、小田克也、生野徹太、堰合昇、大田朱美、中谷恭子、小林和子、吉田茂承、勝田稔男、児玉喬夫、相磯嘉雄、菊池貞雄、斎藤賢、福島信行、森英樹、平田敏夫、笠井晴子、斎藤智、花田玲子、小林敏明、柴田圭子、香西隆男、飯田銈一、田村真也、木村圭市郎、小泉謙三、森下圭介、長尾雅子、赤堀幹治、上口照人、松原明徳、金山通弘、平川謹之介、我妻宏、窪田勝子、斎藤英子、菊地勝子、杉山一美、尾崎茂雄、岡迫亘弘、黒沢隆夫、坂野隆雄、木野達児、橋本隆範、永木龍博、浅田清隆、阿久津文雄、細田暉雄、草間信之助、阿部隆、村松錦三郎、羽根章悦、池原昭治、小川明弘、薄田嘉信、林静一、堀池義治、竹内大三、藤野八州雄、藤本芳弘、正井融、倉橋孝治、向中野義雄、新井才夫、辻忠直、上村栄司、的場茂夫
- 美術：小山礼司
- 色彩設計：横井三郎
- 考証：蕗谷虹児
- 舞踊振付：旗野恵美
- 背景：福本智雄、杉本英子、影山　勇、千葉秀雄
- 撮影：石川光明、菅原英明
- トレース：進藤みつ子、坂本洋子、刈屋貞子、湯沢加代子
- 彩色：中村富美子、戸塚房江、関一江、伊藤滋子
- 編集：稲葉郁三
- 録音：森武、石井幸夫
- 効果：岩藤龍三
- 演出助手：高畑勲、矢吹公郎
- 製作進行：松下秀民
- 演出：芹川有吾
- 主題歌：「母のない子の子守唄」

作詞：もりしまたかし / 作曲：伊福部昭 / 歌：渡部節子

## 音楽
音楽担当の伊福部昭は日本クラシック音楽界の第一人者であり、東宝特撮をはじめとする映画の劇伴音楽（BGM）を数多く作曲したことでも知られるが、同じく日本神話に題材を採り、須佐之男命の大蛇退治が描かれた1959年の東宝映画『日本誕生』の音楽などを承けて、音楽担当に起用された。ここでの伊福部の仕事は単なるBGMにとどまらず、作画、演出と完全に一体化して作品の流れを澱みなくリズミカルに紡ぎだしてゆく優れたものであり、楽器によって表現する効果音の領域にまで踏み込んでいる。
演出の芹川有吾は、本作の製作に当たって、伊福部の音楽に非常に感銘を受けたと語っていて、1972年に同じく東映動画によるテレビアニメ、『マジンガーZ』第1話の演出を担当した際の、巨大ロボット「マジンガーZ」が初始動するシーンにも、本作の音楽の一部を使用している。また本作の音楽は、作曲者・伊福部昭により、2003年に同名の交響組曲としてまとめられている。

## 受賞
- 第18回毎日映画コンクール・大藤信郎賞 - 本格的な長編劇場アニメの受賞は、本作の後『ルパン三世 カリオストロの城』までなかった。
- ヴェネツィア国際映画祭児童映画祭青銅大賞

## ビデオソフト
2002年11月21日にDVDが発売。

## 参考資料
- アニメージュ編集部編『劇場アニメ70年史』徳間書店、1989年、p43
- 「「わんぱく王子の大蛇退治」と作画体制の確立」『日本アニメの飛翔期』細菅敦編集、読売新聞社、美術館連絡協議会、2000年、pp81-98．
- 大塚康生『作画汗まみれ 増補改訂版』徳間書店、2001年、pp86-94
- 『東映アニメーション50年史 1956-2006 ～走りだす夢の先に～』東映アニメーション、2006年、p31、p36
- 日本コロムビア 「オリジナルBGMコレクション わんぱく王子の大蛇退治」解説